# Due Lune
Due Lune o Ishaynishus (in lingua cheyenne: Éše'he Ôhnéšesêstse), (1847 – 1917) è stato uno dei capi Cheyenne che presero parte alla Battaglia di Little Bighorn e ad altre battaglie contro l'esercito statunitense.

## Biografia
Due Lune (in inglese Two Moons) era il figlio di Guida la Lontra, un prigioniero Arikara che si era sposato con una Cheyenne. 
È conosciuto soprattutto per la sua partecipazione a combattimenti, come la Battaglia del Rosebud contro il Generale Crook il 17 giugno 1876, nei Territori del Montana, la Battaglia di Little Bighorn il 25 giugno 1876 e quella che si sarebbe rivelata essere la sua ultima battaglia, quella di Wolf Mountain l'8 gennaio 1877. Dopo questa sconfitta Due Lune dovette inevitabilmente arrendersi, assieme al suo gruppo di Cheyenne, nell'aprile 1877.
Dopo la resa Due Lune scelse di arruolarsi come guida indiana per lo stesso generale Nelson Miles al quale si era arreso poco tempo prima. 
Per la cordialità e l'amicizia verso i bianchi dimostrata nel corso di questa attività il Generale Miles lo nominò come Capo della neonata Riserva dei Cheyenne del nord, in tale ruolo, Due Lune avrebbe giocato un ruolo fondamentale nel facilitare la resa della tribù Cheyenne del Capo Piccola Mucca a Fort Keogh.
In molte occasioni Due Lune si recò a Washington D.C., per discutere e ribadire i diritti delle popolazioni Cheyenne e per migliorare le condizioni di vita della riserva. Nel 1914 si incontrò anche col Presidente Woodrow Wilson per discutere di questi argomenti.
Due Lune morì nel 1917 all'età di 70 anni. La sua tomba si trova lungo la U.S. Route 212, ad ovest di Busby (Montana).